# At-Tira (Syria)
At-Tira (arab. الطيرة) – wieś w Syrii, w muhafazie As-Suwajda. W 2004 roku liczyła 507 mieszkańców.